# Ontdarming

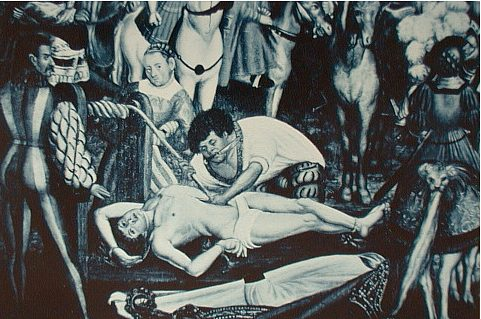
Schilderij uit 1516 dat de (legendarische) ontdarming van de heilige Erasmus van Formiae uitbeeldt.

Ontdarming is het uit het lichaam verwijderen van enkele of alle organen van het spijsverteringskanaal. Dit gebeurt door middel van een incisie die meestal in de onderbuik gemaakt wordt. 

## Ontdarming als martelmethode
Nadat het slachtoffer eenmaal van zijn darmen zou zijn ontdaan, bleef hij meestal nog enkele uren in leven en moest daarbij gruwelijke pijnen doorstaan.  
Ontdarming vormde een onderdeel van de Engelse straf Hangen, trekken en vierendelen die stond op hoogverraad. 
Volgens sommige bronnen (waaronder de autobiografie van Peer de Silva) zou de Vietcong tijdens de Vietnamoorlog ontdarming hebben toegepast als dwang- en intimidatiemethode. Ook de heilige Erasmus van Formiae zou volgens bepaalde overleveringen in het jaar 303 de ontdarming als marteldood hebben moeten ondergaan, maar dit verhaal lijkt eerder een legende te zijn.
In Japan pleegden mensen die een eervolle dood wilden sterven tot ver in de 20e eeuw bij zichzelf soms seppuku, daarbij schijnen ze soms ook hun darmen te hebben uitgetrokken.

## Andere toepassingen
Bij een balseming werden met name vroeger de darmen en andere inwendige organen ook verwijderd. Dit gebeurde in het bijzonder bij een Egyptische mummificatie.
Het verwijderen van de darmen en andere ingewanden gebeurt tegenwoordig onder andere nog bij het schoonmaken van vis. Dit wordt ook wel lubben genoemd.